# Monblanc
Monblanc (gaskognisch: Montblanc) ist eine französische Gemeinde mit 391 Einwohnern (Stand: 1. Januar 2022) im Département Gers in der Region Okzitanien. Sie gehört zum Kanton Val de Save und zum Arrondissement Auch. Die Einwohner werden Monblanais genannt.

## Lage
Monblanc liegt etwa 39 Kilometer westsüdwestlich von Toulouse. Das Gemeindegebiet wird vom Flüsschen Lieuze durchquert. Umgeben wird Monblanc von den Nachbargemeinden Nizas im Norden, Savignac-Mona im Norden und Nordosten, Pébées im Osten und Südosten, Saint-Loube im Süden, Sauvimont im Südwesten sowie Samatan im Westen und Nordwesten.

## Bevölkerungsentwicklung
| Jahr                       | 1962 | 1968 | 1975 | 1982 | 1990 | 1999 | 2006 | 2011 | 2016 |
| -------------------------- | ---- | ---- | ---- | ---- | ---- | ---- | ---- | ---- | ---- |
| Einwohner                  | 300  | 288  | 270  | 276  | 251  | 286  | 344  | 370  | 350  |
| Quellen: Cassini und INSEE |      |      |      |      |      |      |      |      |      |

## Sehenswürdigkeiten
- Kirche Saint-Barthélemy
- Kirche Saint-Étienne

## Persönlichkeiten
- Jean Bertin (1917–1975), Ingenieur, hier begraben
- Germain Jousse (1895–1988), Widerstandskämpfer, General